# Самбуко
Самбуко (італ. Sambuco, п'єм. Sambuch) — муніципалітет в Італії, у регіоні П'ємонт,  провінція Кунео.
Самбуко розташоване на відстані близько 520 км на північний захід від Рима, 95 км на південний захід від Турина, 38 км на захід від Кунео.
Населення — 91 особа (2014).

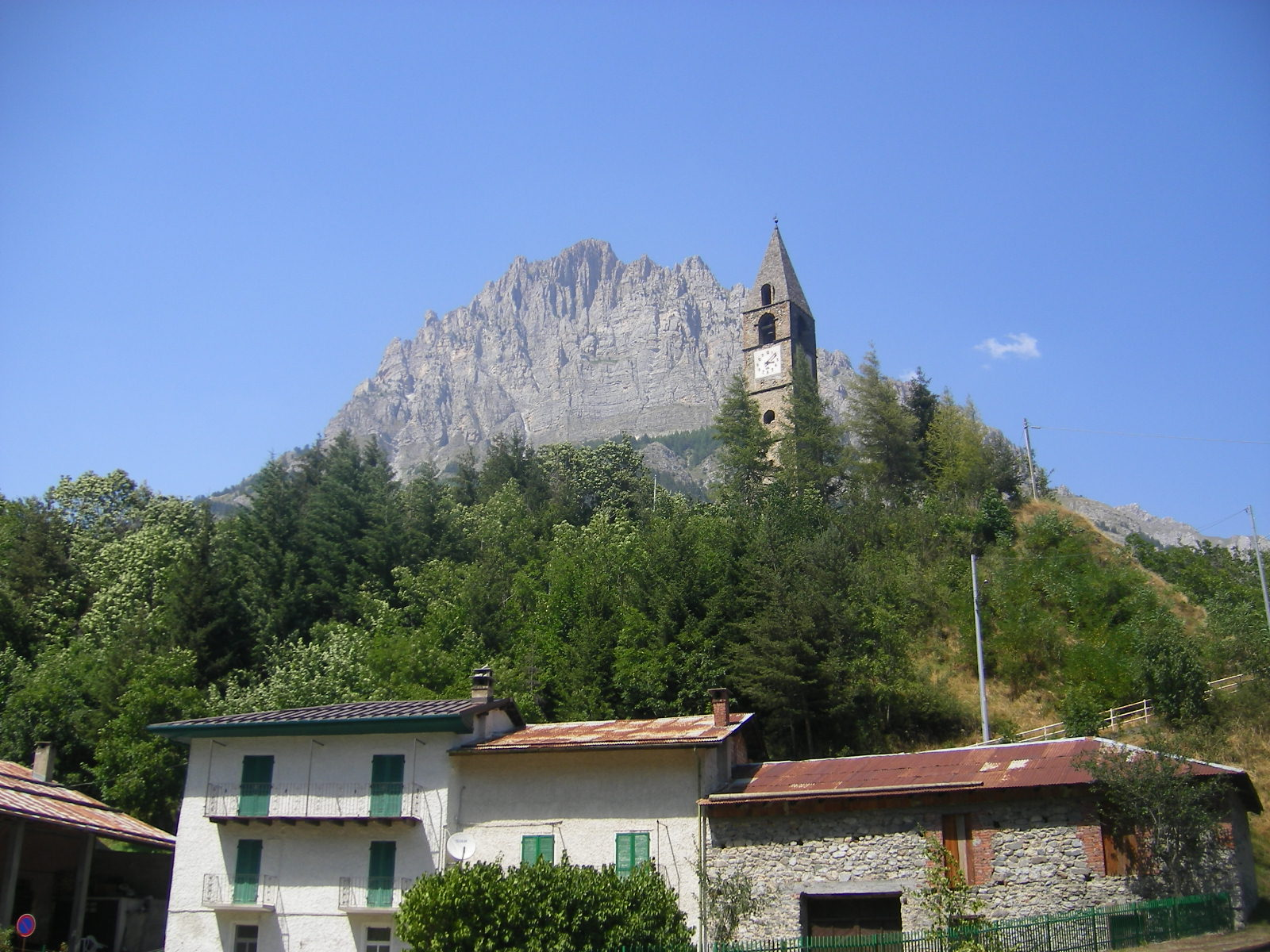

Щорічний фестиваль відбувається 28 серпня. Покровитель — San Giuliano.

## Демографія
Населення за роками:

Станом на 1 січня 2023 року в муніципалітеті офіційно проживало 5 іноземців з 3 країн, серед них 4 громадяни країн Євросоюзу.

## Сусідні муніципалітети
- Канозіо
- Демонте
- Мармора
- П'єтрапорціо
- Вінадіо